# Atoposmia pycnognatha
Atoposmia pycnognatha är en biart som först beskrevs av Michener 1943.  Atoposmia pycnognatha ingår i släktet Atoposmia och familjen buksamlarbin. Inga underarter finns listade i Catalogue of Life.